# Јермаковски рејон
Јермаковски рејон (рус. Ермаковский район) је општински рејон у јужном делу Краснојарске Покрајине, Руске Федерације.
Административни центар рејона је насеље Јермаковскоје (рус. Ермаковское).
Рејон се налази у јужном делу покрајине, у сливу река Ус и Оја, која су десне притоке Јенисеја. Има површину 17.652 km², а дужина рејона од севера ка југу износи 185 км, а од запада ка истоку 205 км. Већи део територије рејона налази се у срцу планина Западни Сајан. Надморска висина у северном делу подручја креће се од 200 до 400 метара. У јужном делу су распоређени високи планински венци Западног Сајана: Кулумис, Ојски, Арадански, Куртушибински, Јергаки, Мирској, Метугул Тајге и други. Њихова просечна висина је између 1000-1500 метара. Највиша тачка у рејону је 2600 m, а налази се на левој обали реке Јенисеј, на узвишењу Осјевого  на западносајонском ланцу планина.
Суседне области су:
- запад и север: Шушјенски рејон
- исток: Каратушки рејон
- југ: Република Тува

Укупна површина рејона је 17.652 km².
Укупан број становника је 19.939 (2014)